# Талатат

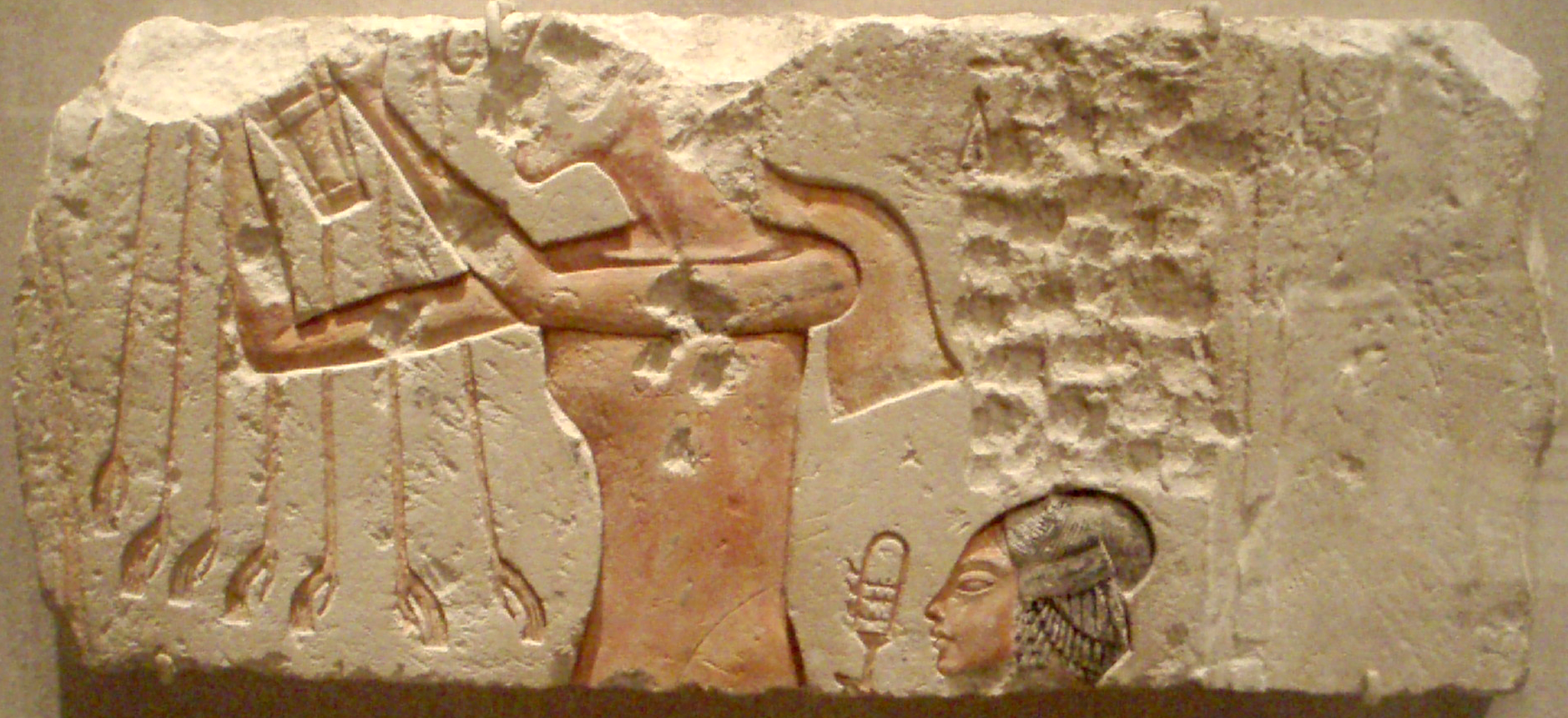
Талатат із зображенням Ехнатона та його дочки, які здійснюють ритуал перед Атоном. Новий музей, Берлін

Талатат (від араб. talatât — трійка  або від італ. tagliata «вирізана кладка»  ) - маленькі (бл. 52 × 26 × 24 см) блоки пісковика, які використовувалися при будівництві давньоєгипетської столиці Ахетатона при фараоні Ехнатоні з XVIII династії. Зображені на талататах, що збереглися, сцени служать джерелом інформації про життя амарнського періоду і про амарнське мистецтво.
Ці блоки видобувалися в Гебель ель-Сільсілі, в 100 км на південь від міста Фіви. Поспішне будівництво нової столиці виправдовувало постачання талататів. Після смерті Ехнатона атонізм був відкинутий, прийшов період реставрації колишніх порядків, Ахетатон втратив статус столиці, головний храм Атона був зруйнований, і його талатати поклали у фундамент під час будівництва інших будівель та пілонів XIX династії. Талатати знайдені в пілонах II і IX Хоремхеба при фіванському храмі Амона в Карнаці, також під гіпостильною залою храму Амона, у пілоні Рамсеса II та зовнішніх будовах Луксорського храму. Частина талататів використовувалися значно пізніше — за правління Нектанеба I та будівництва у Мадамуда при Птолемеях .

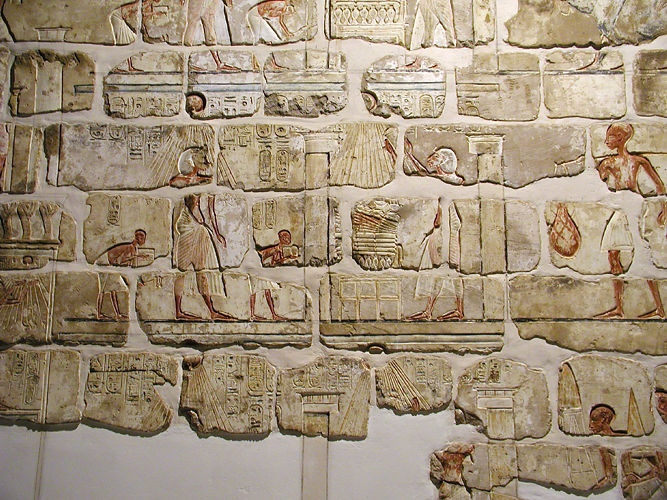
Реконструйований фрагмент стіни храму Атона, складений із знайдених у ІХ пілоні Хоремхеба талататів із зображеннями сцен. Луксорський музей

Вперше талатати епохи Ехнатона привернули увагу дослідників у середині ХІХ століття. Після закінчення Першої світової війни завдяки дослідницьким програмам інспекторів Служби давнини та єгиптологів почала збиратися велика колекція талататів (на яких навіть збереглися яскраві фарби та розписи). З середини XIX століття до наших днів загальна кількість знайдених та витягнутих талататів складає 80-90 тисяч штук.
Термін талатат ввів у лексикон археології працював з ними в 1925-1952 інспектор давнини в Карнаці Анрі Шев'єр.
У 1966 колишній дипломат США Рей Уїнфілд Сміт спільно з єгиптологами та відділенням IBM у Каїрі організував проект з фотографування, опису та зіставлення талататів з усього світу. У 1972 в першому звіті про виконану роботу з'явилися публікації понад 800 відновлених з талататів сцен.